# Faux-Villecerf
Faux-Villecerf és un municipi francès situat al departament de l'Aube i a la regió del Gran Est. L'any 2007 tenia 227 habitants.

## Demografia

### Població
El 2007 la població de fet de Faux-Villecerf era de 227 persones. Hi havia 88 famílies de les quals 20 eren unipersonals (12 homes vivint sols i 8 dones vivint soles), 36 parelles sense fills i 32 parelles amb fills.
La població ha evolucionat segons el següent gràfic:
Habitants censats

### Habitatges
El 2007 hi havia 96 habitatges, 94 eren l'habitatge principal de la família i 2 estaven desocupats. 95 eren cases i 1 era un apartament. Dels 94 habitatges principals, 87 estaven ocupats pels seus propietaris, 6 estaven llogats i ocupats pels llogaters i 1 estava cedit a títol gratuït; 6 tenien dues cambres, 9 en tenien tres, 23 en tenien quatre i 56 en tenien cinc o més. 74 habitatges disposaven pel capbaix d'una plaça de pàrquing. A 32 habitatges hi havia un automòbil i a 55 n'hi havia dos o més.

### Piràmide de població
La piràmide de població per edats i sexe el 2009 era:
| Homes | Edats   | Dones |
| ----- | ------- | ----- |
| 0     | 95 o +  | 0     |
| 0     | 90 a 94 | 0     |
| 0     | 85 a 89 | 4     |
| 0     | 80 a 84 | 4     |
| 8     | 75 a 79 | 0     |
| 8     | 70 a 74 | 16    |
| 0     | 65 a 69 | 4     |
| 8     | 60 a 64 | 4     |
| 0     | 55 a 59 | 0     |
| 12    | 50 a 54 | 0     |
| 8     | 45 a 49 | 16    |
| 20    | 40 a 44 | 4     |
| 4     | 35 a 39 | 12    |
| 4     | 30 a 34 | 0     |
| 8     | 25 a 29 | 16    |
| 0     | 20 a 24 | 0     |
| 8     | 15 a 19 | 0     |
| 4     | 10 a 14 | 12    |
| 4     | 5 a 9   | 16    |
| 8     | 0 a 4   | 12    |

## Economia
El 2007 la població en edat de treballar era de 143 persones, 114 eren actives i 29 eren inactives. De les 114 persones actives 109 estaven ocupades (63 homes i 46 dones) i 5 estaven aturades (3 homes i 2 dones). De les 29 persones inactives 8 estaven jubilades, 8 estaven estudiant i 13 estaven classificades com a «altres inactius».

### Ingressos
El 2009 a Faux-Villecerf hi havia 91 unitats fiscals que integraven 225 persones, la mediana anual d'ingressos fiscals per persona era de 18.321 €.

### Activitats econòmiques
Dels 4 establiments que hi havia el 2007, 3 eren d'empreses de construcció i 1 d'una empresa de serveis.
Dels 3 establiments de servei als particulars que hi havia el 2009, 1 era un paleta, 1 guixaire pintor i 1 lampisteria.
L'any 2000 a Faux-Villecerf hi havia 24 explotacions agrícoles que ocupaven un total de 1.938 hectàrees.

## Equipaments sanitaris i escolars
El 2009 hi havia una escola elemental integrada dins d'un grup escolar amb les comunes properes formant una escola dispersa.

## Poblacions més properes
El següent diagrama mostra les poblacions més properes.